# François Duparc
Pour les articles homonymes, voir Duparc.
François Duparc est un homme politique français né le 11 février 1808 à Sillingy et mort le 11 octobre 1877 à Annecy (Haute-Savoie).

## Biographie
François Duparc naît le 11 février 1808 à Sillingy,, dans le département du Mont-Blanc. Le duché de Savoie est français, depuis le 27 novembre 1792, il retourne au royaume de Sardaigne en 1815.
Docteur en droit de l'université de Turin en 1834, il devient avocat à Annecy en 1837. Membre du conseil provincial en 1834. En 1856, il est conseiller municipal de la ville d'Annecy.
Au lendemain de l'Annexion de la Savoie à la France (1860), il devient conseiller d'arrondissement,. Il est bâtonnier en 1864 et 1870.
Contrairement à une majeure partie de la France qui porte à l'Assemblée nationale des élus conservateurs, la Haute-Savoie permet à cet élu républicain et ses camarades (Jules Philippe, Alfred Chardon) d'arriver en tête le 8 février 1871. Il siège avec la Gauche modérée.
À la fin de la mandature, il retourne à la vie privée.
Il meurt « subitement, de la rupture d'un anévrisme, à la chasse », le 11 octobre 1877, au village de Vovray, à Annecy.